# Eberhard Stanjek

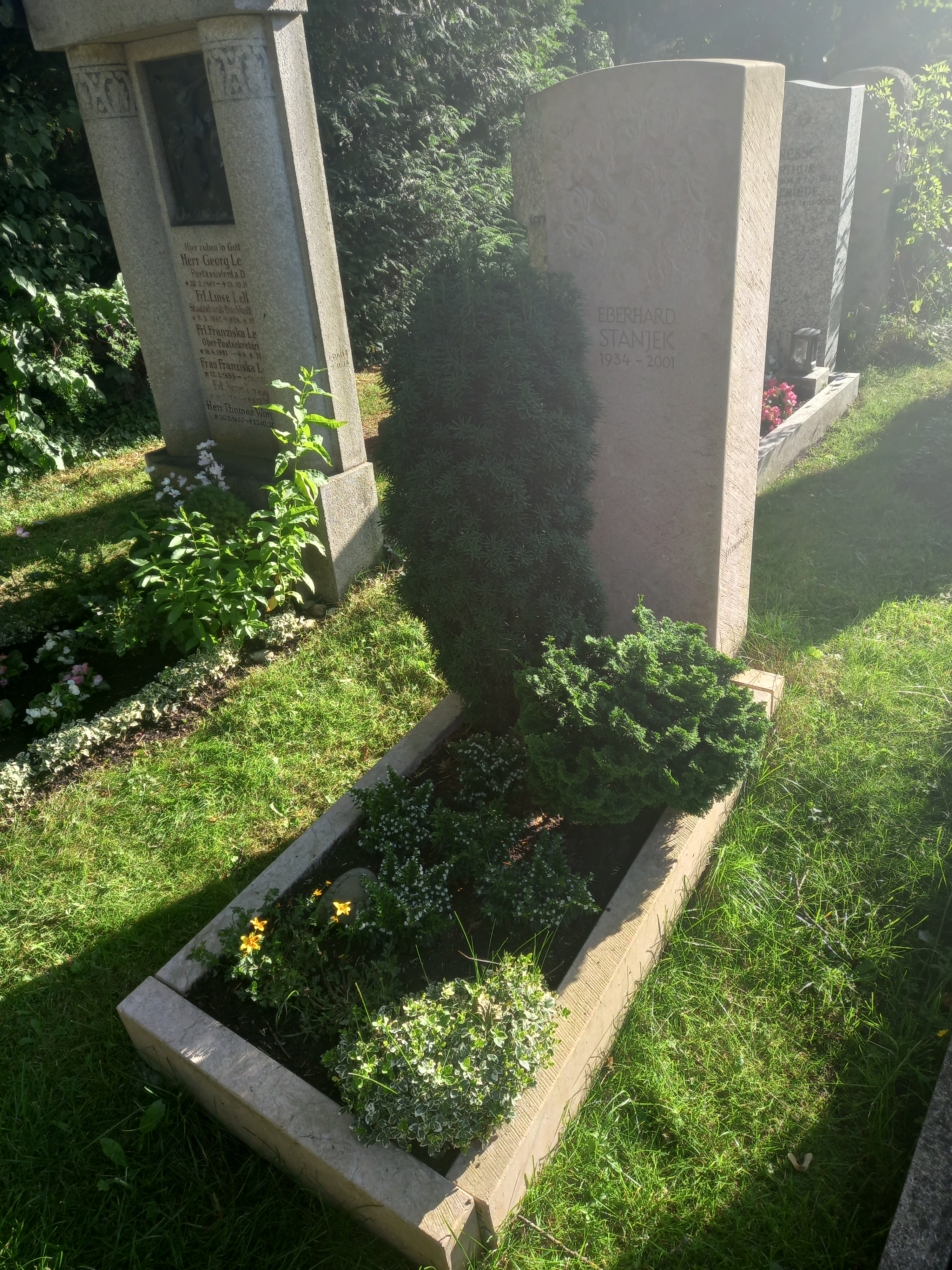
Das Grab von Eberhard Stanjek auf dem Westfriedhof (München)

Eberhard Stanjek (* 20. September 1934 in Berlin; † 8. Juli 2001 in München) war ein deutscher Sportreporter und Sportjournalist.

## Leben
Stanjek begann seine berufliche Laufbahn in den frühen 1960er Jahren beim Bayerischen Rundfunk (BR) unter anderem mit der Regie und Moderation in der Jugendsendung Sport-Spiel-Spannung. 1968 in Mexiko war er erstmals Mitglied des BR-Olympiateams. Bundesweit wurde er ab 1970 als Moderator der Sportschau in der ARD bekannt. 1977 übernahm Stanjek die Leitung der Sportredaktion des BR und zehn Jahre später wurde er Leiter des Programmbereichs Sport und Freizeit.
1974 hatte er als Radioreporter des BR vom ersten Titelgewinn des FC Bayern München im Europapokal der Landesmeister berichtet und dort zusammen mit Heribert Faßbender das Finale der Fußball-Europameisterschaft 1976 zwischen Deutschland und der Tschechoslowakei kommentiert. Dabei war es Stanjek, der den entscheidenden und heute legendären Panenka-Heber im Elfmeterschießen kommentierte. Bei der Weltmeisterschaft 1982 kommentierte er das Vorrundenspiel Deutschland gegen Österreich, das als Nichtangriffspakt von Gijón in die Fußball-Geschichte einging. Bevor er 1999 in Ruhestand ging, kommentierte er noch häufig die Golf-Übertragungen im Bayerischen Fernsehen.
Bis zu seinem Eintritt in den Ruhestand war Stanjek als TV-Berichterstatter bzw. -Koordinator bei fast allen Fußball-Europa- und Weltmeisterschaften und Olympischen Spielen. Stanjek starb im Alter von 66 Jahren nach längerer und schwerer Krankheit. Er wurde auf dem Münchner Westfriedhof beigesetzt.